# Ruslands regering
Ruslands regering er den udøvende magt i Den Russiske Føderation. Medlemmerne af regeringen er premierministeren, vicepremierministrene og forbundsministrene. Den har sit retsgrundlag i Den Russiske Føderations forfatning og den føderale forfatningslov "Om Den Russiske Føderations regering". Det russiske regeringsapparat er et statsligt organ, der administrerer regeringens aktiviteter.
Ifølge ændringen fra 1991 til 1978-forfatningen var Ruslands præsident leder af den udøvende magt og ledede Ruslands ministerråd. Ifølge den nuværende forfatning af 1993 er præsidenten ikke en del af Ruslands regering, som er den udøvende magt. Præsidenten udpeger dog premierministeren.

## Nuværende regering
| Ressortområde                                                                                               | Minister              | Overtog embede    | Forlod embede | Parti | Parti           |
| --- | --------------------- | ----------------- | ------------- | ----- | --------------- |
| Premierminister                                                                                             | Mikhail Misjustin     | 16. januar 2020   | Nuværende     |       | Uafhængig       |
| Førstevicepremierminister for finanser, økonomi og nationale projekter                                      | Andrej Belousov       | 21. januar 2020   | Nuværende     |       | Uafhængig       |
| Vicepremierminister for det agro-industrielle kompleks, naturressourcer og økologi                          | Viktoria Abramtjenko  | 21. januar 2020   | Nuværende     |       | Forenet Rusland |
| Vicepremierminister – Regeringens stabschef                                                                 | Dmitrij Grigorenko    | 21. januar 2020   | Nuværende     |       | Uafhængig       |
| Vicepremierminister for byggeri og regional udvikling                                                       | Marat Khusnullin      | 21. januar 2020   | Nuværende     |       | Uafhængig       |
| Vicepremierminister for eurasisk integration, samarbejde med SNG, BRIKS, G20 og internationale begivenheder | Aleksej Overtjuk      | 21. januar 2020   | Nuværende     |       | Uafhængig       |
| Vicepremierminister for brændstof-energi-komplekset                                                         | Alexander Novak       | 10. november 2020 | Nuværende     |       | Forenet Rusland |
| Vicepremierminister for forsvars- og rumindustrien                                                          | Jurij Borisov         | 21. januar 2020   | Nuværende     |       | Uafhængig       |
| Vicepremierminister – Præsidentens udsending til det Fjernøstlige føderale distrikt                         | Jurij Trutnev         | 21. januar 2020   | Nuværende     |       | Forenet Rusland |
| Vicepremierminister for socialpolitik                                                                       | Tatjana Golikova      | 21. januar 2020   | Nuværende     |       | Forenet Rusland |
| Vicepremierminister for turisme, sport, kultur og kommunikation                                             | Dmitrij Tjernisjenko  | 21. januar 2020   | Nuværende     |       | Uafhængig       |
| Landbrugsminister                                                                                           | Dmitrij Patrusjev     | 21. januar 2020   | Nuværende     |       | Uafhængig       |
| Minister for digital udvikling, kommunikation og massemedier                                                | Maxut Sjadajev        | 21. januar 2020   | Nuværende     |       | Uafhængig       |
| Minister for byggeri, boliger og forsyninger                                                                | Irek Faizullin        | 10. november 2020 | Nuværende     |       | Uafhængig       |
| Kulturminister                                                                                              | Olga Ljubimova        | 21. januar 2020   | Nuværende     |       | Uafhængig       |
| Forsvarsminister                                                                                            | Sergej Sjojgu         | 21. januar 2020   | Nuværende     |       | Forenet Rusland |
| Minister for udvikling af Russisk fjernøsten og Arktis                                                      | Aleksej Tjekunkov     | 10. november 2020 | Nuværende     |       | Uafhængig       |
| Minister for økonomisk udvikling                                                                            | Maxim Resjetnikov     | 21. januar 2020   | Nuværende     |       | Forenet Rusland |
| Uddannelsesminister                                                                                         | Sergej Kravtsov       | 21. januar 2020   | Nuværende     |       | Uafhængig       |
| Minister for nødsituationer                                                                                 | Aleksandr Kurenkov    | 25. maj 2022      | Nuværende     |       | Uafhængig       |
| Energiminister                                                                                              | Nikolaj Sjulginov     | 10. november 2020 | Nuværende     |       | Uafhængig       |
| Finansminister                                                                                              | Anton Siluanov        | 21. januar 2020   | Nuværende     |       | Forenet Rusland |
| Udenrigsminister                                                                                            | Sergej Lavrov         | 21. januar 2020   | Nuværende     |       | Forenet Rusland |
| Sundhedsminister                                                                                            | Mikhail Murasjko      | 21. januar 2020   | Nuværende     |       | Uafhængig       |
| Minister for industri og handel                                                                             | Denis Manturov        | 21. januar 2020   | Nuværende     |       | Forenet Rusland |
| Indenrigsminister                                                                                           | Vladimir Kolokoltsev  | 21. januar 2020   | Nuværende     |       | Uafhængig       |
| Justitsminister                                                                                             | Konstantin Tjujtjenko | 21. januar 2020   | Nuværende     |       | Forenet Rusland |
| Minister for arbejde og social beskyttelse                                                                  | Anton Kotjakov        | 21. januar 2020   | Nuværende     |       | Uafhængig       |
| Minister for naturressourcer og økologi                                                                     | Alexander Kozlov      | 10. november 2020 | Nuværende     |       | Forenet Rusland |
| Minister for videnskab og højere uddannelse                                                                 | Valerij Falkov        | 21. januar 2020   | Nuværende     |       | Forenet Rusland |
| Sportsminister                                                                                              | Oleg Matytsin         | 21. januar 2020   | Nuværende     |       | Uafhængig       |
| Transportminister                                                                                           | Vitalij Saveliev      | 10. november 2020 | Nuværende     |       | Forenet Rusland |